# Lews Therin Telamon
Lews Therin Telamon is een belangrijk personage uit de fantasyboekencyclus Het Rad des Tijds van Robert Jordan.
Lews Therin was een van de mannelijke Aes Sedai en leefde in het verre verleden: De eeuw der Legenden. In die tijd was hij de machtigste man in de wereld en leidde hij de Aes Sedai. Die functie werd toen 'Eerste onder de Dienaren' genoemd. Zijn bijnaam was 'De Draak'. Hij werd ook wel prins van de morgen of heer van de ochtend genoemd. 
Aan het eind van de Eeuw der Legenden dreigde de Duistere de wereld te betreden door een bres in het patroon. Lews Therin leidde toen, in een ultieme poging de ondergang te voorkomen, een groep die de Honderd Gezellen (in feite waren het 110 mannelijke Aes Sedai) werd genoemd en een legermacht van tienduizenden krijgslieden in een aanval op de bres.
Na een felle strijd overwonnen Lews Therin en zijn gezellen. De Duistere en de dertien Verzakers werden gevangengezet en de bres werd verzegeld. Maar in een ultieme tegenzet wist de Duistere Saidin (het mannelijke helft van De Ene Kracht )te besmetten. Dit had zware gevolgen. Alle mannelijke geleiders werden krankzinnig. De daaropvolgende periode werd 'het Breken van de Wereld' of 'de Tijd van Waanzin' genoemd. Alle mannelijke geleiders verloren de controle over de ene kracht en richtten grote vernietiging aan. Hierdoor veranderde uiteindelijk het aanzien van de volledige wereld. Lews Therin vermoordde in een moment van waanzin al zijn naasten en geliefden en kreeg daardoor de bijnaam 'Verwantslachter'. 
Uiteindelijk stierven alle mannelijke geleiders, en dus ook Lews Therin Telamon. 
Ook in het heden van Het Rad des Tijds speelt Lews Therin een belangrijke rol. De Duistere staat wederom op uitbreken en volgens de voorspellingen zou er een nieuw persoon opstaan om hem te bestrijden. Dit is Rhand Altor. Hij wordt 'De Herrezen Draak' genoemd, en hij hoort vaak de stem van Lews Therin in zijn hoofd. Rhand Altor wordt gezien als de wedergeboorte van Lews Therin. Aan het eind van het negende boek (Het Hart van de Winter) onderneemt Rhand samen met Nynaeve Almaeren een poging om de smet van Saidin te verwijderen. Hierdoor kan worden voorkomen dat alle mannelijke geleiders uiteindelijk krankzinnig worden.